# 奈須きのこ
奈須 きのこ（なす きのこ、本名：奈須 國広〈なす くにひろ〉、男性、1973年11月28日 - ）は、日本の小説家・ゲームシナリオライター・同人作家。有限会社ノーツ代表取締役。同社ゲームブランドTYPE-MOON所属。千葉県出身。

## 概要
座右の銘は「人類皆強大」。自画像は「化けきのこ」。中学時代からの同級生である武内崇らと共に同人サークルTYPE-MOONを立ち上げ、2000年発表の同人ゲーム『月姫』シリーズで人気を博す。現在は同サークルを法人化したゲーム制作会社「ノーツ」（TYPE-MOONはそのブランドに）に所属し、2004年発表の『Fate/stay night』などでシナリオを手がける。また、講談社刊『DDD』シリーズ（講談社BOX）などで小説家としても活動している。

## 人物
SF・ミステリファン
自身が公言するように熱心なSF・ミステリファンであり、自身の分野である伝奇小説に新本格ミステリの手法を取り入れ、講談社の文芸誌「ファウスト」では「新伝綺」と銘打たれた。
なお、本人の口から「影響を受けた作家」として、菊地秀行、綾辻行人、笠井潔、島田荘司、竹本健治、上遠野浩平、京極夏彦、永野護、森博嗣らの名前が挙げられている（内、綾辻行人と菊地秀行と笠井潔の三人は講談社文庫の『空の境界』の解説者。笠井潔はその前発売された講談社ノベルスの解説をしている）。小説を書き始めた当初は伝奇やファンタジー一本槍の作風であったが、綾辻行人の『十角館の殺人』や竹本健治の作品と出会い大きな衝撃を受け、以降伝奇と新本格ミステリの融合を目標に執筆活動を続けている。
高校時代に殺人鬼を中心にした物語を書きたいと思っていたが、彼の倫理観が殺人鬼を主人公にした作品を許容できなかった。そこで笠井潔の『哲学者の密室』という死の哲学をテーマにした推理小説を手にし、死生観・倫理観に大きく影響を与えた。その結果、彼はその思想に基づいた新たなパーソナリティとして殺人鬼を描けるのではと執筆したのが『空の境界』である。
また、パートナーの武内崇と共にアダルトゲームである『ONE 〜輝く季節へ〜』の大ファンであり、「ノベルゲーム」（後の『月姫』）のシナリオライターを志した切っ掛けであると語っている。また、この作品による自作への影響があったという見解を表しており、特に『月姫』の主人公の口調が『ONE』の主人公とよく似ているところを反省点として挙げている。
漫画・アニメの影響
中学生時代に山田風太郎原作による石川賢の漫画『魔界転生』を読み多大な影響を受ける。『Fate/stay night』は学生時代に『魔界転生』をやりたくて書いた小説を武内が覚えており、あれをゲーム化しようと提案され出来たものだとしている。10代最後の年には同じく山田風太郎作品の影響下にあるアニメ映画『獣兵衛忍風帖』を劇場で鑑賞し、「自分が目指したいものの一つの到達点を見た」と語っている。
アニメ監督の幾原邦彦のファンであり、特に『少女革命ウテナ』から影響を受けている。『Fate/stay night』に登場するキャラクターの間桐慎二のデザインは『ウテナ』の男性キャラの西園寺莢一が好きだったことから、「やっぱり男の友人キャラは髪がウェーブががっていなきゃ！」という思いから生まれたという。また、これまで観てきた映画の中で最高の3本として『少女革命ウテナ アドゥレセンス黙示録』、『ビッグフィッシュ』、『ガタカ』を選んでいる。
ヴィジュアル系音楽の影響
1980年代後半〜1990年代初頭のヴィジュアル系等のアーティストに造詣が深い。特にLUNA SEA、BUCK-TICK、SOFT BALLET、L'Arc〜en〜Cielからは多大な影響を受けており、曲のタイトルや歌詞からの引用が各所に見られる他、キャラクターのイメージソングとしてそれらのアーティストの曲を挙げている。また、『Fate/stay night』の登場人物である言峰綺礼の風貌及び声のイメージは、元SOFT BALLETの遠藤遼一がモデルとなっている。
独自の世界観
奈須作品にはその作品のほとんどに、「魔術を使える魔術師」と「魔法を使える魔法使い」とが存在し、またそれらを束ねている組織「魔術協会」がある、などの共通する独自の世界設定が用いられる特徴がある。それらの共通設定は各作品において、時に詳しく、時に断片的に描かれている。
また、「檻髪（おりがみ）」や「復讐騎（ふくしゅうき）」、「殺人貴（さつじんき）」など、当て字を好んで使用することで知られている。
その他
2004年7月22日の『日経新聞』夕刊で「奈須氏はパソコンゲームの女性ライターとして、知る人ぞ知る存在」と紹介された。この記事の女性報道については自身のHPで本人が否定している。
公式写真として後姿ではあるが、講談社の文芸誌『メフィスト』2005年1月号における綾辻行人との対談時のものがあり、また数々のインタビュー記事での発言などから、男性であることはほぼ間違いない。
前述の「化けきのこ」のキャラクターを用いた会話では、語尾に「〜でちゅ」と付けて表現されることが多いが、それ以外の対談や解説などによる会話表現では基本的にこの語尾は用いられない。
スタッフ内で嘘を吐くため、「うそつき星人」を自称している。武内が『月姫』のスピンオフ的な同人作品に奈須が語ったキャラクターを登場させたところ「そんな奴いない」と断言したことがある。このことでは後に奈須自身が『月姫読本Plus Period』の中で「友情が本当に崩れかかった」と語っている（なおこの時に登場したキャラというのが、死徒『カリー・ド・マルシェ』。奈須が武内にカリーの存在を語る様子は同人時代のTYPE-MOONのHPにある座談会で確認でき、存在を疑った武内に「（カリーの存在は）本当だよ」と言っている）。
竜騎士07は『ファウスト』Vol.8のインタビューの中で「奈須きのこが同人界に穴を空けたから、今の自分がいる」と評している。

## 主な作品リスト

### 小説
同人発表
- 『空の境界式』（竹箒）
- 『Notes.』（腰掛倶楽部 同人誌 『Angel Voice』収録 1999年、TYPE-MOON 同人誌『月姫読本』収録 2001年）
- 『Talk.』（少女標本 同人誌『宵明星』 2001年、商業ファンブック『月姫読本Plus Period』再収録 2004年）
- 『Prelude』（TYPE-MOON 『Character material』収録 2006年）
- 『空の境界 未来福音』（竹箒 2008年、商業出版 星海社文庫 2011年、星海社 2018年[18]）

商業作品
- 『空の境界』（商業出版 講談社ノベルス 2004年、講談社文庫 2007年 - 2008年、星海社 2018年）
- 『tale』（『真月譚 月姫 prologue』収録 2003年、宙出版 ファンブック『月姫読本Plus Period』再収録 2004年）
- 「DDD」（講談社BOX 2007年 - ）
- 『月の珊瑚』（『坂本真綾の満月朗読館』 2010年、星海社FICTIONS 2010年）
- 『宙の外』（『漫画BOX AMASIA』収録 2010年、『3/16事件』収録 講談社BOX 2011年）
- 『MAGNITUNING』（原作：榎本俊二 『漫画BOX AMASIA』収録 2010年、『3/16事件』収録 講談社BOX 2011年）
- 『はちみつを巡る冒険』（『魔法使いの夜』初回版特典『魔法使いの基礎音律』収録 2012年）
- 『空の境界 終末録音』（劇場版『空の境界 未来福音』劇場限定配布 2013年、星海社 2018年[18]）
- 『2015年の時計塔』（モバイルサイト『まほうつかいの箱』掲載 2014年、『TYPE-MOONエース Fate/Grand Order』掲載 KADOKAWA 2015年）
- 『Garden of Avalon」（TVアニメ『Fate/stay night [Unlimited Blade Works]』Blu-ray Disc Box I 収録 2015年）

未公開作品
- 『スクリーマー』
- 『百鬼夜行』
- 『旧Fate』
- 『魔法使いの夜』
- 『氷の花』

### ゲーム
同人作品
- 『月姫 半月版』（TYPE-MOON 2000年）
- 『月姫』（TYPE-MOON 2000年）
- 『月姫PLUS-DISC』（TYPE-MOON 2001年）
- 『歌月十夜』（TYPE-MOON 2001年）
- 『MELTY BLOOD』（TYPE-MOON / 渡辺製作所 2003年）
- 『月箱』（TYPE-MOON 2003年）
- 『MELTY BLOOD Re・ACT』（TYPE-MOON / 渡辺製作所 2004年）

商業作品
- 『Fate/stay night』（TYPE-MOON 2004年）
- 『MELTY BLOOD Act Cadenza』（TYPE-MOON / エコール 2006年）
- 『Fate/hollow ataraxia』（TYPE-MOON 2005年）
- 『トラぶる花札道中記』（『Fate/hollow ataraxia』収録 TYPE-MOON 2005年）
- 『Fate/stay night[Realta Nua]』（TYPE-MOON / 角川書店 2007年）
- 『とびだせ！トラぶる花札道中記』（TYPE-MOON / 角川書店 2007年）
- 『MELTY BLOOD Act Cadenza Ver.B』（TYPE-MOON / エコール 2007年）
- 『フェイト/タイガーころしあむ』（TYPE-MOON / キャビア 2007年）
- 『Fate/unlimited codes』（TYPE-MOON / キャビア / カプコン 2008年）
- 『フェイト/タイガーころしあむ アッパー』（TYPE-MOON / キャビア 2008年）
- 『MELTY BLOOD Actress Again』（TYPE-MOON / エコール 2008年）
- 『428 〜封鎖された渋谷で〜』（ボーナスシナリオ）（チュンソフト 2008年）
- 『MELTY BLOOD Actress Again Current Code』（TYPE-MOON / エコール 2010年）
- 『Fate/EXTRA』（TYPE-MOON / マーベラスエンターテイメント 2010年）
- 『魔法使いの夜』（TYPE-MOON 2012年） - 企画・シナリオ・総監督
- 『とびたて！超時空トラぶる花札大作戦』（TYPE-MOON / 角川ゲームス 2012年）
- 『Fate/EXTRA CCC』（TYPE-MOON / マーベラスAQL 2013年）
- 『カプセルさーばんと』（PS Vita版『Fate/hollow ataraxia』収録 TYPE-MOON / 角川ゲームス 2014年）
- 『Fate/Grand Order』（TYPE-MOON / DELiGHTWORKS→LASENGLE / アニプレックス 2015年 - ） - 全体構成・シナリオ・総監督
- 『Fate/EXTELLA』（TYPE-MOON / マーベラスAQL 2016年）
- 『Fate/EXTELLA LINK』（TYPE-MOON / マーベラスAQL 2018年） - 監修
- 『Fate/Grand Order Waltz in the MOONLIGHT/LOSTROOM』（TYPE-MOON / DELiGHTWORKS→LASENGLE / アニプレックス 2020年）
- 『月姫 -A piece of blue glass moon-』（TYPE-MOON 2021年） - シナリオ・監督
- 『MELTY BLOOD: TYPE LUMINA』（TYPE-MOON / フランスパン / DELiGHTWORKS→LASENGLE 2021年）
- 『Fate/Samurai Remnant』（TYPE-MOON / コーエーテクモゲームス 2023年） - 総監修[19]

### ドラマCD
脚本
- 『アーネンエルベの一日』（TYPE-MOON 2007年）
- 『Variety Sound Drama Fate/EXTRA CCC ルナティックステーション2013』（HOBiRECORDS 2013年）
- 『Fate/Grand Order First Take』（『TYPE-MOONエース Fate/Grand Order』付属 2015年）
- 『あまり者の聖杯戦争』（TVアニメ『Fate/EXTRA Last Encore』BD/DVD第1巻 収録 2018年）
- 『狐の語るおはなし』（TVアニメ『Fate/EXTRA Last Encore』BD/DVD第5巻 収録 2018年）

脚本監修
- 『MELTY BLOOD 路地裏ピラミッドナイト』（『TYPE-MOONエース』Vol.3 付属 2009年）
- 『MELTY BLOOD Ladies in the water』（『コンプエース』2009年10月号付属 2009年）
- 『スターダスト・オペレッタ』（『TYPE-MOON Fes. -10th ANNIVERSARY EVENT-』収録 2013年）
- 『Curtain Call ～LET US DRIVE TOGETHER～』（TVアニメ『Fate/stay night [Unlimited Blade Works]』 Blu-ray Disc Box II 収録 2015年）
- 『Fate/Grand Order 英霊伝承ドラマCD 英霊伝承異聞 ～巌窟王 エドモン・ダンテス～』（『Fate/Grand Order カルデアエース』付属 2017年）

### アニメ
脚本
- 『カーニバル・ファンタズム 1st season』（制作：Lerche、2011年） - キャラクターコメンタリー脚本
- 『Fate/Zero』映像特典「お願い!アインツベルン相談室」（制作：ufotable、2012年）
- 『Fate/Grand Order -MOONLIGHT/LOSTROOM-』（制作：Lay-duce、2017年）
- 『Fate/EXTRA Last Encore』（制作：シャフト、2018年） - シリーズ構成、全話脚本（桜井光と共同）

その他
- 『Fate/stay night』（制作：スタジオディーン 2006年） - 構成原案・脚本監修
- 『劇場版 空の境界』全10章（制作：ufotable 2007年 - 2010年、2013年） - アニメオリジナルシナリオ原案・脚本監修
- 『CANAAN』 (制作：P.A.WORKS、2009年) - 原案
- 『Fate/Zero』（制作：ufotable 2011年 - 2012年） - アドバイザー、バーサーカー監修
- 『Fate/stay night ［Unlimited Blade Works］』（制作：ufotable 2014年 - 2015年） - アニメオリジナルシナリオ原案・監修・執筆
- 『アルドノア・ゼロ』（制作：A-1 Pictures・TROYCA 2014年 - 2015年） - 用語・メインキャラクター名ネーミング協力
- 『Fate/stay night ［Heaven's Feel］』全3章（制作：ufotable 2017年 - 2020年） - 各章タイトル、新規台詞制作
- 『衛宮さんちの今日のごはん』（制作：ufotable 2017年 - 2019年） - 脚本・絵コンテ監修
- 『Fate/Grand Order -絶対魔獣戦線バビロニア-』「Episode 0 Initium Iter」（制作：CloverWorks 2019年） - 脚本原作
- 『Fate/Grand Order -冠位時間神殿ソロモン-』（制作：CloverWorks 2021年） - 脚本原作

### その他 コンテンツ
- 漫画『MELTY BLOOD 路地裏ナイトメア』（KADOKAWA 2015年 - 2016年） - 監修
- TRPGリプレイ『RPF レッドドラゴン』（星海社FICTIONS 2012年 - 2014年、星海社文庫 2015年） - プレイヤー
- 朗読劇『FGO THE DRAMALOGUE -アヴァロン・ル・フェ-』（2022年） - 全体監修

## 参照
1. ↑  TYPE-MOON、慈善団体を設立していた　「ノーツすこやかこども財団」としてこども食堂を支援,ITmedia NEWS,2024年9月2日
2. ↑  財団について | ノーツすこやかこども財団
3. ↑  「漢話月姫」番外編その２ サークル紹介
4. 1 2  TYPE-MOON 武内崇×奈須きのこ×OKSG スタッフ座談会第二夜
5. ↑  “【特別対談】『Fate』奈須きのこ ×『崩壊：スターレイル』David Jiang ―「本当に自分が描きたいものかどうかわからない」に、どうやって立ち向かう？ 「夢」と「欲望」を具現化する方法”.   電ファミニコゲーマー. 2024年3月22日閲覧。
6. ↑  “ノーツ の企業情報”. バフェット・コード. 2024年9月3日閲覧。
7. ↑  TYPE-MOON展 Fate/stay night -15年の軌跡- 奈須きのこの仕事場展示
8. ↑  坂上秋成 (2017-11-24). TYPE-MOONの軌跡. 103. pp. P103–P103.
9. ↑  ファミ通.com (2019年10月5日). “【FGO】奈須きのこ氏インタビューで迫る過去・現在・未来。第2部完結後の構想は2パターン存在”.  Gzブレイン. 2019年10月5日閲覧。
10. ↑  『同人ゲームマニアックス』キルタイムコミュニケーション、2001年7月、p.27。ISBN 4-906650-96-1
11. ↑  “【寺田P×奈須きのこ：対談】決戦！『スパロボ』VS『Fate』――と思いきや、奈須きのこのスパロボ愛が炸裂して、寺田Pから濃ゆい制作秘話が聞けちゃった！”.   電ファミニコゲーマー (2017年7月28日). 2019年2月7日閲覧。
12. ↑  TYPE-MOON 奈須きのこ. “川尻善昭公式サイト『獣兵衛忍風帖』《監督作品 劇場長編映画 1993年》”. 2019年2月7日閲覧。
13. ↑  『ユリイカ 2017年9月臨時増刊号 総特集◎幾原邦彦 ―『少女革命ウテナ』『輪るピングドラム』『ユリ熊嵐』…僕たちの革命と生存戦略  インタビュー わが魂を象るもの 奈須きのこ』青土社、2017年。ISBN 978-4-7917-0335-7。
14. ↑  “マフィア梶田が切り込む「Fate/Grand Order」。奈須きのこが追求する理想と，やがて迎える終焉のカタルシス”.   4Gamer.net. 2019年2月7日閲覧。
15. ↑  奈須きのこ. “竹箒日記 : 2013/12 2013/12/27 : 乱。（きのこ）”.   TYPE-MOON. 2019年2月7日閲覧。
16. ↑  月姫座談会・第二夜
17. ↑  『フェイト/ステイナイト プレミアムファンブック』 宙出版、2003年、43頁。
18. 1 2  『空の境界 未来福音 the Garden of sinners/recalled out summer 終末録音 /the Garden of oblivion 20周年記念版』として合本。
19. ↑  “9月28日の発売が決定した「Fate/Samurai Remnant」，PV第1弾を公開。グッズやフィギュアが付属する各エディションの詳細も明らかに”. 4Gamer.net (2023年6月22日). 2023年6月24日閲覧。